# Felice Fontana

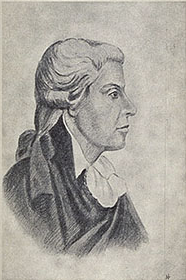
Felice Fontana

Felice Fontana (ur. 15 kwietnia 1730 w Pomarolo, zm. 9 marca 1805 we Florencji) – włoski fizyk, botanik i anatom, odkrył i opisał w 1780 roku reakcję konwersji tlenku węgla z parą wodną. Jeden z twórców podstaw współczesnej toksykologii, zbadał i opisywał działanie jadu żmij na organizmy, odkrył mechanizm hemotoksyczności. Zbadał i opisał mechanizm działania kurary, odkrył neurotoksyczność. Opisał budowę i mechanizm działania oka ludzkiego. Opisał nerw wzrokowy (pierwszy dokładny opis włókna nerwowego wraz z zasadą działania) oraz zajmował się badaniem światłoczułych komórek siatkówki oka. Zaobserwował po raz pierwszy jąderka, które były obecne w wydzielinie skórnej węgorza, wynik obserwacji opisał w 1781 roku (identyfikacji zaobserwowanych przez Fontane struktur dokonali niezależnie ok. 1835 roku Rudolf Wagner i między rokiem 1836 a  rokiem 1839 Gabriel Valentin).
Uwaga: W piśmiennictwie funkcjonują również inne daty śmierci: 10 marca 1805 lub 19 marca 1805.